# Home Plate Entertainment
Home Plate Entertainment is een Amerikaanse animatiestudio uit Calabasas, Californië, opgericht op 28 september 2010 door de Emmy Award-winnende producer, Bill Schultz.

## Geschiedenis
Op 28 september 2010 richtte Bill Schultz Home Plate Entertainment op na jarenlange animatie-ervaringen en 12 jaar werken bij MoonScoop. "Ik wilde een wereldwijd bedrijf oprichten dat me in staat zou stellen om te blijven werken met partners van wereldklasse aan geweldige projecten, of het nu als uitvoerend producent is voor één productie of als adviesbureau voor Studio Executive." vertelde hij. “Het paradigma van Home Plate Entertainment is flexibiliteit en samenwerking. Met een kleine groep van toptalent, bijna als een "virtuele" studio, zijn we gepositioneerd om een reeks IP-ontwikkelings-, financierings-, productie- en distributiediensten van het hoogste niveau aan te bieden aan onze partners en klanten, op een "maatwerk" basis.” De studio werkt ook samen met Yowza! Animation en verschillende andere studio's.

## Filmografie

### Series
| Jaar | Titel                                       | Co-producties                                                     | Omroep                   | Distributeur          |
| ---- | ------------------------------------------- | ----------------------------------------------------------------- | ------------------------ | --------------------- |
| 2012 | Guess How Much I Love You                   | SLR Productions / Scrawl Studios                                  | Disney Junior            | 9 Story Entertainment |
| 2012 | Wild Grinders                               | Telegael / Agogo Media / Four Down Productions                    | Nicktoons                | MoonScoop Group       |
| 2014 | Teenage Fairytale Dropouts                  | SLR Productions / Ánima Estudios / Telegael / Agogo Productions   | Hub Network              | 9 Story Entertainment |
| 2014 | Skinner Boys: Guardians of the Lost Secrets | Top Draw Animation / SLR Productions / Telegael / ZDF Enterprises | 9Go!                     | Nine Network          |
| 2014 | True and the Rainbow Kingdom                | Guru Studio / JKL Worldwide / FriendsWithYou                      | Netflix / CBC Television | TVOntario             |

### Muziekvideo's
| Jaar | Titel          |
| ---- | -------------- |
| 2011 | Moshi Twistmas |
| 2014 | Shelby Star    |

### Geannuleerde projecten
- Happy Tree Friends: The Movie (mede geproduceerd door Mondo Media, DLE, Telegael, Neon Pumpkin, Big Jump en The Orchard.)